# (6371) Heinlein
(6371) Heinlein (1985 GS) – planetoida z pasa głównego asteroid okrążająca Słońce w ciągu 5,39 lat w średniej odległości 3,07 j.a. Odkryta 15 kwietnia 1985 roku.